# وينستون إتش بوستيك
وينستون إتش بوستيك (بالإنجليزية: Winston H. Bostick)‏ هو فيزيائي أمريكي، ولد في 5 مارس 1916 في فري بورت في الولايات المتحدة، وتوفي في 19 يناير 1991 في تيخوانا في المكسيك بسبب سرطان الرئة.